# Барон Герберт

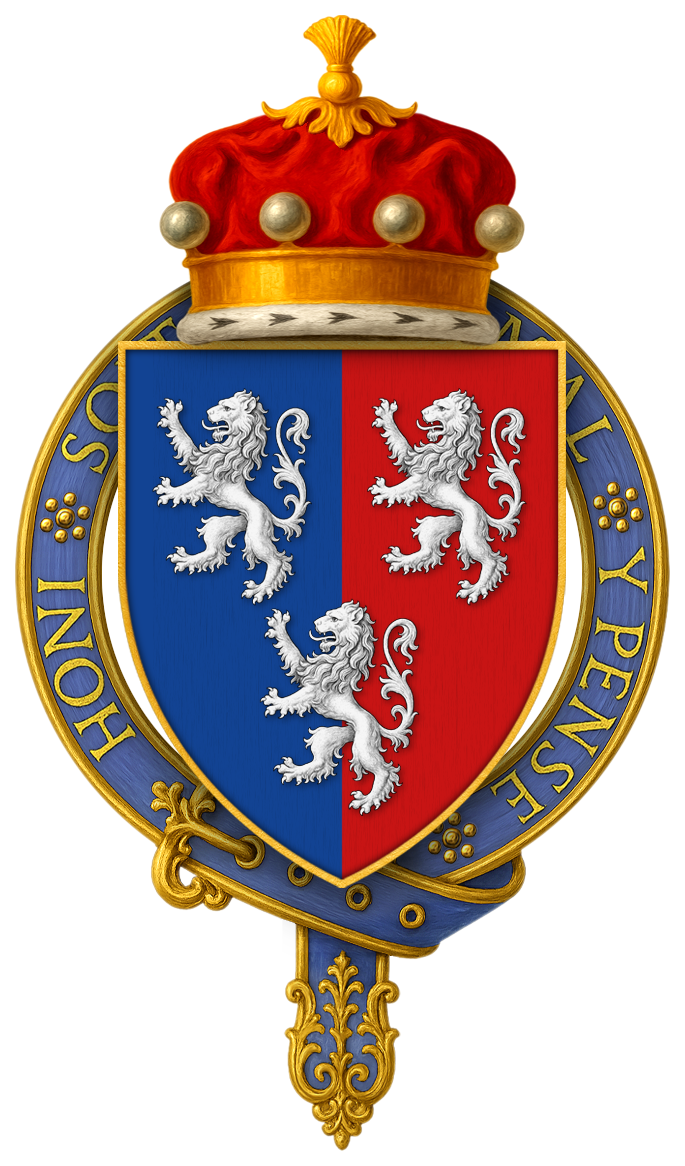
Герб сэра Уильяма Герберта, 1-го барона Герберта

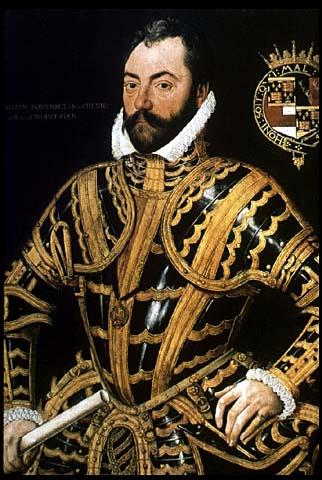
Уильям Сомерсет, 3-й граф Вустер, 5-й барон Герберт

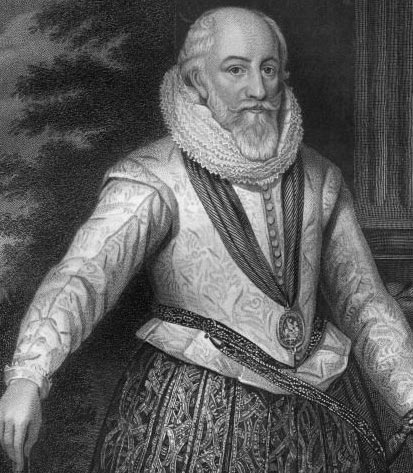
Эдвард Сомерсет, 4-й граф Вустер, 6-й барон Герберт

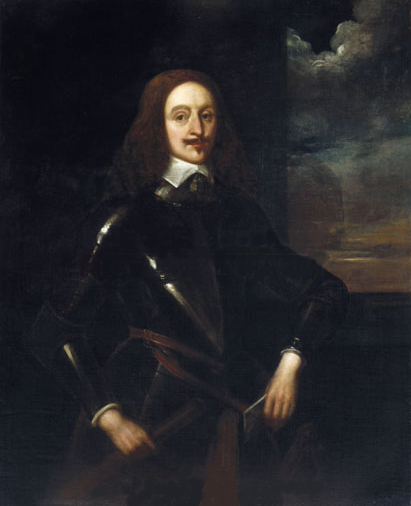
Эдвард Сомерсет, 2-й маркиз Вустер, 6-й граф Вустер, 8-й барон Герберт

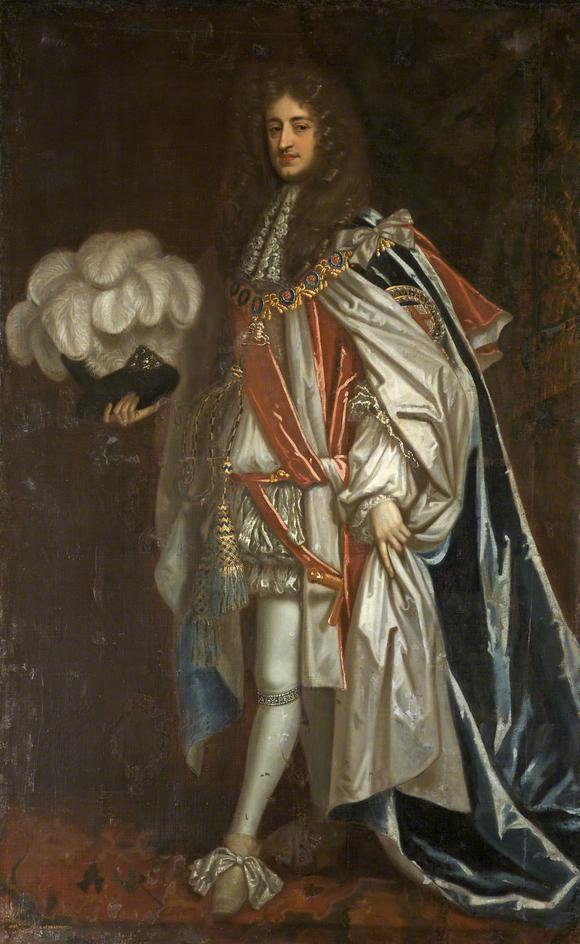
Генри Сомерсет, 1-й герцог Бофорт, 3-й маркиз Вустер, 7-й граф Вустер, 9-й барон Герберт

Барон Герберт — наследственный титул в системе пэрства Англии. Он был создан 26 июля 1461 года для Уильяма Герберта (1423—1469), который впоследствии стал 1-м графом Пембруком (1468). Его старший сын и преемник, Уильям Герберт, 2-й граф Пембрук (1451—1491), в 1479 году отказался от титула графа Пембрука, а взамен получил титул 1-го графа Хантингдона. Баронство унаследовала его дочь Элизабет Герберт, 3-я баронесса Герберт (ок. 1476—1507), которая в 1492 году стала женой Чарльза Сомерсета, 1-го графа Вустера (1460—1526). После смерти Элизабет баронский титул унаследовал её сын, Генри Сомерсет, 2-й граф Вустер, 4-й барон Герберт (1495—1548). Генри Сомерсет, 5-й граф Вустер (1577—1646), в 1642 году получил титул маркиза Вустера, а Генри Сомерсет, 3-й маркиз Вустер, 9-й барон Герберт (1629—1700), в 1682 году был удостоен титула герцога Бофорта. Титулы герцога Бофорта и барона Герберта оставались едиными до 1984 года, когда после смерти Генри Хью Артура Сомерсета, 10-го герцога Бофорта, 18-го барона Герберта (1900—1984), баронский титул оказался в бездействии. 10 января 2002 года королева Елизавета II признала 19-м бароном Гербертом Дэвида Джона Сейфрида Герберта (род. 1952), внучатого племянника 10-го герцога Бофорта.

## Бароны Герберт (1461)

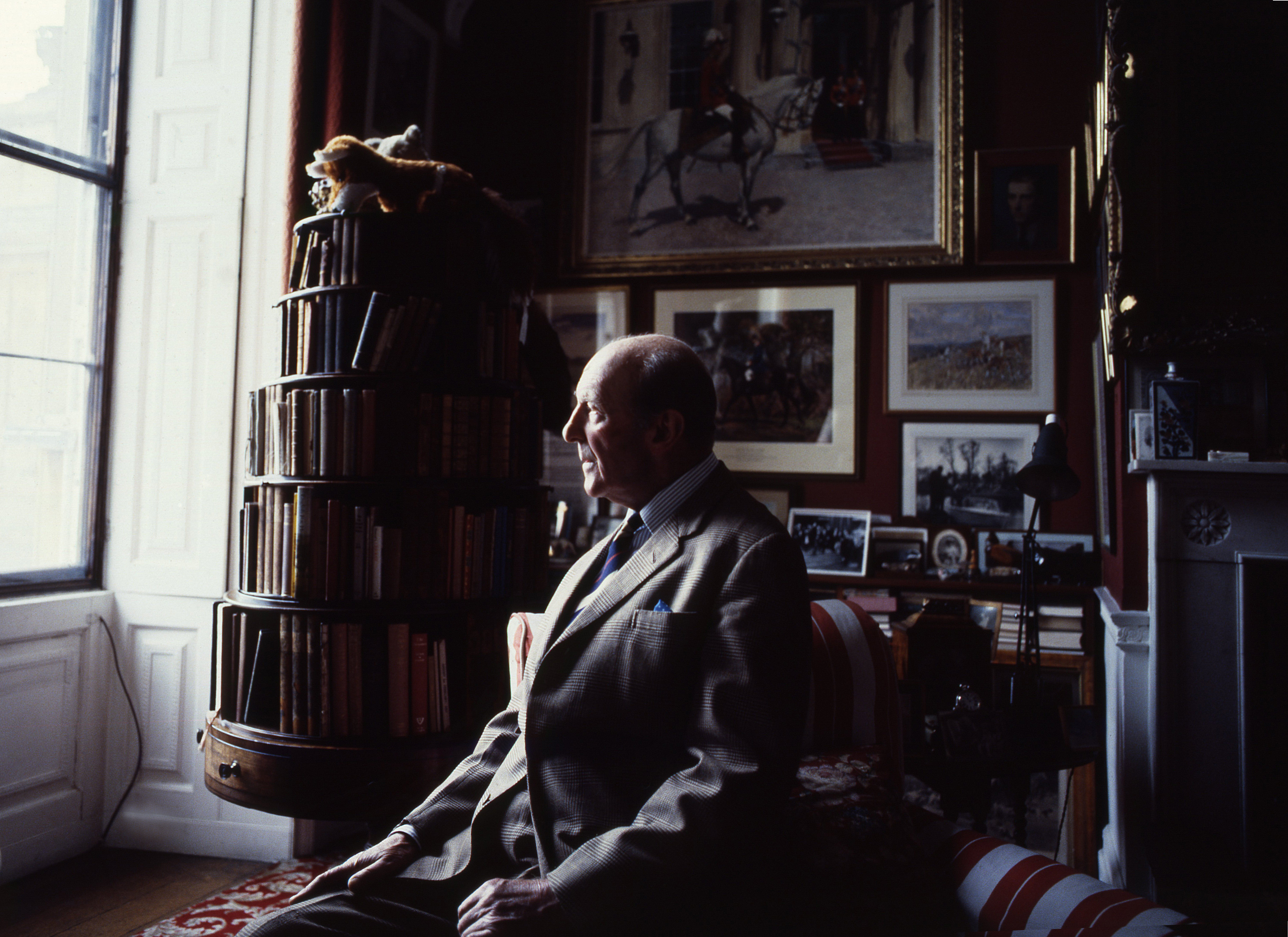
Генри Хью Артур Сомерсет, 10-й герцог Бофорт, 18-й барон Герберт, фото Аллана Уоррена

- 1461—1469: Уильям Герберт, 1-й граф Пембрук (1423 — 27 июля 1469), второй сын Уильяма ап Томаса из замка Раглан (ум. 1445)[1]
- 1469—1491: Уильям Герберт, 2-й граф Пембрук (5 марта 1455 — 16 июля 1491), старший сын предыдущего[2]
- 1491—1509/1513: Элизабет Сомерсет, 3-я баронесса Герберт (ок. 1476—1509/1513), единственная дочь предыдущего[3]
- 1509/1513—1549: Генри Сомерсет, 2-й граф Вустер, 4-й барон Герберт (ок. 1495 — 26 ноября 1549), единственный сын Чарльза Сомерсета, 1-го графа Вустера, от первого брака с Элизабет Герберт, 3-й баронессой Герберт[4]
- 1549—1589: Уильям Сомерсет, 3-й граф Вустер, 5-й барон Герберт (ок. 1526 — 21 февраля 1589), старший сын предыдущего[5]
- 1589—1628: Эдвард Сомерсет, 4-й граф Вустер, 6-й барон Герберт (ок. 1550 — 3 марта 1628), единственный сын предыдущего[6]. Конюший (1601—1616), лорд-лейтенант Монмунтшира (1601—1628), лорд-лейтенант Гламоргана и Монмунтшира (1602—1628), граф-маршал (1603), лорд-хранитель Малой печати (1616—1625)
- 1628—1646: Генри Сомерсет, 1-й маркиз Вустер, 7-й барон Герберт (ок. 1577 — 18 декабря 1646), старший сын предыдущего[7]. Лорд-лейтенант Гламоргана и Монмунтшира (1626—1629)
- 1646—1667: Эдвард Сомерсет, 2-й маркиз Вустер, 8-й барон Герберт (9 марта 1602/1603 — 3 апреля 1667), старший сын предыдущего[8]
- 1667—1700: Генри Сомерсет, 1-й герцог Бофорт, 9-й барон Герберт (1629 — 21 января 1700), единственный сын предыдущего[9]. Депутат Палаты общин от Вуттона Бассета (1660) и Монмунтшира (1660—1667), лорд-лейтенант Глостершира, Херефордшира и Монмунтшира (1660—1689), лорд-президент Уэльса и лорд-лейтенант Уэльса (1672—1689)
- 1700—1714: Генри Сомерсет, 2-й герцог Бофорт, 10-й барон Герберт (2 апреля 1684 — 24 мая 1714), единственный сын Чарльза Сомерсета, маркиза Вустера (1660—1698), старшего сына 1-го герцога Бофорта[10]. Капитан почётного корпуса джентльменов (1712—1714), лорд-лейтенант Хэмпшира (1710—1714) и Глостершира (1712—1714)
- 1714—1745: Генри Сомерсет, 3-й герцог Бофорт, 11-й барон Герберт (23 марта 1707 — 26 февраля 1745), старший сын предыдущего[11]
- 1745—1756: Чарльз Ноэль Сомерсет, 4-й герцог Бофорт, 12-й барон Герберт (12 сентября 1709 — 28 октября 1756), младший брат предыдущего[12]. Депутат Палаты общин от Монмунтшира (1731—1734) и Монмунта (1734—1735)
- 1756—1803: Генри Сомерсет, 5-й герцог Бофорт, 13-й барон Герберт (16 октября 1744 — 11 октября 1803), единственный сын предыдущего[13]. Лорд-лейтенант Монмунтшира (1771—1799), Брекнокшира (1787—1803) и Лестершира (1787—1799), конюший королевы Шарлотты Мекленбург-Стрелицкой (1768—1770)
- 1803—1835: Генри Чарльз Сомерсет, 6-й герцог Бофорт, 14-й барон Герберт (22 декабря 1766 — 23 ноября 1835), старший сын предыдущего[14]. Депутат Палаты общин от Монмунта (1788—1790), Бристоля 91790-1796), Глостершира (1796—1801, 1801—1803), лорд-лейтенант Брекнокшира (1803—1835), Монмунтшира (1803—1835) и Глостершира (1810—1835)
- 1835—1853: Майор Генри Сомерсет, 7-й герцог Бофорт, 15-й барон Герберт (5 февраля 1792 — 17 ноября 1853), старший сын предыдущего[15]. Депутат Палаты общин от Монмунта (1813—1831, 1831—1832) и Западного Глорстершира (1835)
- 1853—1899: Капитан Генри Чарльз Фицрой Сомерсет, 8-й герцог Бофорт, 16-й барон Герберт (1 февраля 1824 — 30 апреля 1899), единственный сын предыдущего[16]. Депутат Палаты общин от Восточного Глостершира (1846—1853), шталмейстер (1858—1859, 1866—1868) и лорд-лейтенант Монмунтшира (1867—1899)
- 1899—1924: Капитан Генри Адельберт Веллингтон Фицрой Сомерсет, 9-й герцог Бофорт, 17-й барон Герберт (19 мая 1847 — 24 ноября 1924), старший сын предыдущего[17]
- 1924—1984: Генри Хью Артур Сомерсет, 10-й герцог Бофорт, 18-й барон Герберт (4 апреля 1900 — 5 февраля 1984), единственный сын предыдущего[18]. Шталмейстер (1936—1978), лорд-лейтенант Глостершира (1931—1984), старший член Тайного совета Великобритании (1981—1984)
- 2002 — настоящее время: Дэвид Джон Сейфрид-Герберт, 19-й барон Герберт[англ.] (род. 3 марта 1952), единственный сын капитана Джона Битона Сейфрида (1923—2008) и леди Кэтрин Бланш Лилли Элиот (1921—1994), дочери 6-го графа Сент-Джерманс. Внук материнской линии леди Бланш Линни Сомерсет (1897—1968), старшей дочери Генри Сомерсета, 9-го герцога Бофорта[19]
  - Наследник титула: достопочтенный Оливер Ричард Сейфрид Герберт (род. 17 июня 1976), единственный сын предыдущего[20]
  - Наследник наследника: Оскар Джеймс Сейфрид Герберт (род. 27 ноября 2004), единственный сын предыдущего.